# Фолкертсхаузен
Фолкертсхаузен (њем. Volkertshausen) општина је у њемачкој савезној држави Баден-Виртемберг. Једно је од 25 општинских средишта округа Констанц. Према процјени из 2010. у општини је живјело 2.889 становника. Посједује регионалну шифру (AGS) 8335081.

## Географски и демографски подаци
Фолкертсхаузен се налази у савезној држави Баден-Виртемберг у округу Констанц. Општина се налази на надморској висини од 443 метра. Површина општине износи 5,2 km². У самом мјесту је, према процјени из 2010. године, живјело 2.889 становника. Просјечна густина становништва износи 561 становника/km².

## Међународна сарадња
| Мјесто  | Држава  | Врста сарадње | Од    |
| ------- | ------- | ------------- | ----- |
| Болсена | Италија | партнерство   | 1997. |
| Извор   |         |               |       |